# Sparkasse Rhein-Nahe
Die Sparkasse Rhein-Nahe ist eine rheinland-pfälzische Sparkasse mit Sitz in Bad Kreuznach. Sie ist eine Anstalt des öffentlichen Rechts und entstand am 1. Januar 1993 aus der Fusion der Kreis-Sparkasse Bingen und der Sparkasse Bad Kreuznach.

## Organisationsstruktur
Das Geschäftsgebiet der Sparkasse Rhein-Nahe umfasst den Landkreis Bad Kreuznach sowie Teile des Landkreises Mainz-Bingen. Träger der Sparkasse ist der Zweckverband der Sparkasse Rhein-Nahe. Rechtsgrundlagen sind das Sparkassengesetz für Rheinland-Pfalz und die Satzung der Sparkasse. Organe der Sparkasse sind der Verwaltungsrat und der Vorstand.
Die Sparkasse Rhein-Nahe ist Mitglied des Sparkassenverbandes Rheinland-Pfalz und über diesen auch im Deutschen Sparkassen- und Giroverband.

## Geschäftszahlen
Die Sparkasse Rhein-Nahe wies im Geschäftsjahr 2023 eine Bilanzsumme von 6,053 Mrd. Euro aus und verfügte über Kundeneinlagen von 4,368 Mrd. Euro. Gemäß der Sparkassenrangliste 2023 liegt sie nach Bilanzsumme auf Rang 66. Sie unterhält 41 Filialen/Selbstbedienungsstandorte und beschäftigt 710 Mitarbeiter.

## Sparkassen-Finanzgruppe
Die Sparkasse Rhein-Nahe ist Teil der Sparkassen-Finanzgruppe und gehört damit auch ihrem Haftungsverbund an. Er sichert den Bestand der Institute und sorgt dafür, dass sie auch im Fall der Insolvenz einzelner Sparkassen alle Verbindlichkeiten erfüllen können. Die Sparkasse vermittelt Bausparverträge der regionalen Landesbausparkasse, offene Investmentfonds der Deka und Versicherungen der Provinzial Rheinland. Im Bereich des Leasing arbeitet die Sparkasse Rhein-Nahe mit der  Deutschen Leasing zusammen. Die Funktion der Sparkassenzentralbank nimmt die Landesbank Baden-Württemberg wahr.

## Geschichte
Am 23. Juni 1835 forderte der amtierende Großherzogliche Kreisrath zu Bingen, unverzüglich einen Verein zu bilden, um hierdurch den Wucher zu steuern und den Sinn der Sparsamkeit zu wecken. Am 2. September 1835 wurde die Spar- und Leihkasse im Kreise Bingen gegründet. Ziel der Gründung war es, auch die armen Bevölkerungsschichten zum Sparen zu animieren sowie gleichzeitig den Kreditwucher zu umgehen. Die Spar- und Leihkasse wurde 1904 vom Landkreis Bingen als Träger übernommen und firmierte ab diesem Zeitpunkt als Kreis-Sparkasse Bingen (Rhein).
Infolgedessen wurden im Landkreis Bad Kreuznach 1852 die Spar- und Hülfskasse Kreuznach (die spätere Stadtsparkasse Bad Kreuznach), 1872 die Spar- und Darlehenskasse Meisenheim (ab 1907 Kreissparkasse Meisenheim), 1878 die Spar- und Darlehenskasse des Kreises Kreuznach zu Sobernheim (die spätere Kreissparkasse Kreuznach) sowie 1917 die Städtische Sparkasse Kirn gegründet. Alle vier Institute schlossen sich 1971 zur Sparkasse Bad Kreuznach zusammen.
Am 1. Januar 1993 fusionierten die Sparkasse Bad Kreuznach und die Kreis-Sparkasse Bingen (Rhein) zur heutigen Sparkasse Rhein-Nahe.